# Trimipramina
La trimipramina è un antidepressivo triciclico (TCA) venduto in farmacia con nome di SURMONTIL.  È un derivato dibenzazepinico, dotato di spiccato effetto sedativo, ansiolitico ed ipnoinducente. A dosi elevate agisce come un antipsicotico.

## Meccanismo d'azione
Il meccanismo alla base dell'effetto antidepressivo della trimipramina, non è chiaro, dal momento che, a differenza degli altri TCA, non inibisce in misura significativa né la ricaptazione della serotonina, né quella della noradrenalina. È possibile che le proprietà antidepressive del farmaco siano riconducibili al suo antagonismo verso il recettore della serotonina 5HT2A, quello D2 della dopamina, oltre che a una riduzione della produzione notturna di cortisolo. Quest'ultimo effetto è probabilmente un fattore importante nel miglioramento della qualità del sonno indotto dalla trimipramina. Le proprietà sedative ed ipnoinducenti della sostanza sono altresì dovute al suo potente effetto antistaminico, oltre che all'antagonismo verso i recettori α1adrenergici.

## Indicazioni
La trimipramina trova indicazione soprattutto nel trattamento della depressione accompagnata da insonnia, agitazione, ansia, e in vari tipi di nevrosi (d'angoscia, isterica, fobica, ossessiva). Ha una notevole efficacia nei confronti degli attacchi di panico e viene spesso impiegata a basse dosi per trattare l'insonnia primaria.